# フロリダ映画批評家協会
フロリダ映画批評家協会（フロリダえいがひひょうかきょうかい、Florida Film Critics Circle, 略称: FFCC）とは、フロリダ州を拠点とする映画批評家協会である。毎年、本協会員の投票によってフロリダ映画批評家協会賞が選ばれる。

## フロリダ映画批評家協会賞

### 部門
- 主演男優賞
- 主演女優賞
- アニメーション映画賞
- キャスト賞（アンサンブル演技賞）（1997,1999-2003年）
- 撮影賞
- 監督賞
- ドキュメンタリー映画賞
- 作品賞
- 国際映画賞
- 脚本賞（1996-2009年）
- オリジナル脚本賞（2010年）
- 脚色賞（2010年）
- 美術賞（2010年）
- 視覚効果賞（2010年）
- 歌曲賞（1996年）
- 助演男優賞
- 助演女優賞

### 受賞数統計

#### 作品
4部門受賞
- 『インセプション』 (2010): オリジナル脚本賞、撮影賞、美術賞、視覚効果賞
- 『ノーカントリー』 (2007): 作品賞、助演男優賞、監督賞、撮影賞
- 『ディパーテッド』 (2006): 作品賞、監督賞、助演男優賞、脚本賞
- 『ブロークバック・マウンテン』 (2005): 作品賞、監督賞、脚本賞、撮影賞
- 『サイドウェイ』 (2004): 作品賞、監督賞、助演男優賞、脚本賞
- 『アダプテーション』 (2002): 作品賞、助演男優賞、助演女優賞、脚本賞
- 『ファーゴ』 (1996): 作品賞、女優賞、監督賞、脚本賞

3部門受賞
- 『ソーシャル・ネットワーク』 (2010): 作品賞、監督賞、脚色賞
- 『プレシャス』 (2009): 女優賞、助演女優賞、ポーリーン・カエル・ブレイクアウト賞
- 『マイレージ、マイライフ』 (2009): 作品賞、男優賞、監督賞
- 『スラムドッグ$ミリオネア』 (2008): 作品賞、監督賞、脚本賞
- 『ロード・オブ・ザ・リング/王の帰還』 (2003): 作品賞、監督賞、撮影賞
- 『トラフィック』 (2000): 作品賞、助演女優賞、監督賞
- 『恋におちたシェイクスピア』 (1998): 作品賞、女優賞、脚本賞
- 『L.A.コンフィデンシャル』 (1996): 監督賞、脚本賞、撮影賞

2部門受賞
- The Fighter (2010): 助演男優賞、助演女優賞
- 『ダークナイト』 (2008): 助演男優賞、撮影賞
- 『レスラー』 (2008): 男優賞、助演女優賞
- 『JUNO/ジュノ』 (2007): 女優賞、脚本賞
- 『21グラム』 (2003): 男優賞、女優賞
- 『ミスティック・リバー』 (2003): 男優賞、助演女優賞
- 『エデンより彼方に』 (2002): 男優賞、撮影賞
- 『ギャング・オブ・ニューヨーク』 (2002): 男優賞、監督賞
- 『アメリ』 (2001): 作品賞、外国語映画賞
- 『グリーン・デスティニー』 (2000): 撮影賞、外国語映画賞
- State and Main (2000): 脚本賞、アンサンブル演技賞
- 『アメリカン・ビューティー』 (1999): 男優賞、監督賞
- 『マグノリア』 (1999): 作品賞、アンサンブル演技賞
- 『ラリー・フリント』 (1996): 助演男優賞、助演女優賞

### 授賞式
| #   | 開催日         | 年   |
| --- | -------------- | ---- |
| 1st | 1997年         | 1996 |
| 2nd | 1998年         | 1997 |
| 3rd | 1999年1月12日  | 1998 |
| 4   | 2000年1月9日   | 1999 |
| 5   | 2001年1月4日   | 2000 |
| 6   | 2002年1月2日   | 2001 |
| 7   | 2003年1月3日   | 2002 |
| 8   | 2004年1月2日   | 2003 |
| 9   | 2004年12月21日 | 2004 |
| 10  | 2005年12月24日 | 2005 |
| 11  | 2006年12月22日 | 2006 |
| 12  | 2007年12月12日 | 2007 |
| 13  | 2008年12月18日 | 2008 |
| 14  | 2009年12月21日 | 2009 |
| 15  | 2010年12月20日 | 2010 |